# Maria
|  | Aquest article tracta sobre el nom Maria. Vegeu-ne altres significats a «Maria (desambiguació)». |

Maria és un nom de dona de tradició cristiana provinent de l'hebreu Míriam. Sense distingir entre les formes catalana i castellana (María), és el primer nom a Catalunya i Balers a 2023 i el segon al País Valencià, després del nom compost Maria Carmen. És el nom més posat a totes les províncies de Catalunya i Balers, així com a Alacant i Castelló i només és segon a la Província de València.
Va ser el nom més habitual entre la gent més gran, fins a les nascudes als anys 1930, només superat per Josefa a Alacant i per Carmen a Castelló. Des de llavors es van imposar les Montserrats a Catalunya, les Maria Carmen al País Valencià i les Catalines a les Balears, almenys fins als 1980. Aleshores, va tornar a agafar força el nom de Maria, però també emergint els de Laura, Cristina, Núria i, les últimes dècades, Paula, Júlia, Lucía, Martina o Sofia.

## Santoral
- 1 de gener, Santa Maria, Mare de Déu.
- 6 de març, Santa Maria de la Providència.
- 25 de març, Anunciació a Maria.
- 2 d'abril, Santa Maria d'Egipte.
- 22 d'abril, Santa Maria Verge.
- 31 de maig, Visitació de la Verge Maria.
- Dissabte després del segon diumenge després de Pentecosta, Immaculat Cor de Maria
- 15 d'agost Assumpció de la Mare de Déu.
- 22 d'agost, Coronació de María Reina.
- 8 de setembre, Nativitat de la Verge Maria.
- 12 de setembre Dolç Nom de Maria.
- 8 de desembre Immaculada Concepció de la Verge Maria.

Font:

## Traducció en altres idiomes
- Alemany: Maria, Marie
- Anglès: Mary
- Àrab: مريم (Màryam)
- Belarús: Мэрайа
- Bretó: Mari, Maria, Maï
- Búlgar: Мария
- Castellà: María
- Danès: Maria, Marie
- Eslovac: Mária
- Eslovè: Marija
- Esperanto: Mario
- Finès: Maria, Mariska
- Francès: Marie
- Grec: Μαρία
- Hongarès: Mária
- Islandès: María
- Italià: Maria
- Llatí: Maria
- Neerlandès: Maria
- Noruec: Maria, Marie
- Occità: Maria
- Polonès: Maria
- Portuguès: Maria
- Rus: Мари́я
- Suec: Maria, Marie
- Turc: Meryem
- Txec:Marie
- Xinès, 马利 / 馬利 (Mali), 马利亚 / 馬利亞 (Maliya)

També es fa servir per formar noms compostos femenins o masculins sempre que l'altre nom que acompanya ho sigui.
- Josep Maria
- Maria Cristina
- Maria Anna

## Maries cèlebres
Vegeu aquí articles de la viquipèdia que comencen per Maria

### Personatges religiosos
- Maria, personatge bíblic del nou testament, Maria, mare de Jesús i segons el cristianisme, Mare de Déu.
- Maria Magdalena personatge bíblic del Nou Testament, deixeble de Jesús.
- Maria de Betània, personatge del Nou Testament, germana de Llàtzer i Marta, seguidora de Jesús.
- Maria Salomé, personatge del Nou Testament, parent de Jesús.
- Maria de Clopas o Maria Cleofàs o Maria Jacobé, personatge del Nou Testament, parent de Maria.
- Maria Egipcíaca, penitent al desert de Palestina, antiga prostituta.
- Maria Goretti.
- Maria (abadessa), abadessa de Santa Maria de les Puelles a Girona (segle X).

### Emperadriu
- Maria (emperadriu), emperadriu romana d'Orient.
- Maria d'Habsburg i de Portugal, emperadriu romanogermànica

### Reines
- Maria I d'Anglaterra, reina d'Anglaterra i Irlanda.
- Maria I d'Escòcia, reina d'Escòcia
- Maria I d'Hongria, reina d'Hongria.
- Maria Leszczyńska, reina de França
- Maria I de Portugal, princesa del Brasil, duquessa de Bragança i reina de Portugal i del Brasil.
- Maria II de Portugal, reina de Portugal.
- Maria de Prússia, princesa de Prússia i reina de Baviera
- Maria del Regne Unit, reina de Romania.
- Maria de Romania, reina de Iugoslàvia.
- Maria de Teck, reina del Regne Unit.
- Maria de Sicília, reina de Sicília.

Reines consorts
- Maria d'Anjou i d'Aragó, infanta de Provença i princesa de Nàpols, reina consort de França.
- Maria d'Aragó i d'Alburquerque, princesa d'Aragó i reina consort de Castella (1420 - 1445).
- Maria d'Aragó i de Castella,infanta de Castella, princesa d'Aragó i reina consort de Portugal (1500 - 1517).
- Maria de Brabant, infanta de Brabant i reina consort de França.
- Maria de Castella, infanta de Castella i reina consort d'Aragó.
- Maria Chatillon-Blois, duquessa consort d'Anjou, comtessa consort de Provença i reina consort de Nàpols.
- Maria d'Hongria,princesa d'Hongria i reina consort de Nàpols.
- Maria de Luna, reina consort de la corona d'Aragó.
- Maria de Luxemburg,reina consort de França i Navarra.
- Maria de Nàpols, princesa de Nàpols, reina consort de Mallorca i comtessa consort de Rosselló i Cerdanya
- Maria Tudor i de York,princesa anglesa i reina consort de França.

### Princeses
- Maria d'Aragó i d'Anjou, princesa d'Aragó.
- Maria Bonaparte, princesa de Grècia.
- Maria Fortunata de Mòdena, princesa de Conti.
- Maria de Grècia, gran duquessa de Rússia, princesa de Grècia i de Dinamarca.
- Maria de Hessen-Kassel , princesa d'Anhalt.
- Maria de Hohenzollern-Sigmaringen, princesa de Bèlgica
- Maria d'Orleans, princesa de Dinamarca
- Maria de Rússia, princesa de Suècia.
- Maria de Saxònia-Altenburg, princesa de Saxònia-Altenburg i duquessa a Saxònia.
- Maria de Valois, princesa de França
- Maria de Waldeck-Pyrmont, princesa hereva de Württemberg.

### Duquesses
- Maria de Borgonya, duquessa de Borgonya, Brabant i Limburg.
- Maria de Hessen-Kassel, gran duquessa de Mecklenburg-Strelitz.
- Maria de Hessen-Kassel, duquessa de Saxònia-Meiningen.
- Maria de Mecklenburg-Schwerin gran duquessa de Rússia.
- Maria de Rússia,gran duquessa de Saxònia-Weimar-Eisenach.
- Maria de Rússia,duquessa de Saxònia-Coburg Gotha.
- Maria de Rússia, duquessa de Beauharnais.
- Maria de Cleves, infanta de Cleves i duquessa consort de Valois i Orleans
- Maria d'Este, duquessa consort de Parma.

### Infantes
- Maria de Molina, infanta de Castella.
- Maria de Portugal i de Castella, infanta de Portugal.
- Maria de Portugal i de Manuel, infanta de Portugal.
- Maria de Portugal i d'Habsburg, infanta de Portugal.
- Maria de Portugal i de Bragança, infanta de Portugal

### Altres personatges
Científiques
- Marie Curie, científica polonesa.
- Maria Gaetana Agnesi, matemàtica italiana.
- Maria Göppert-Mayer, premi Nobel de Física.
- Maria Reiche, matemàtica alemanya.

Cantants i músics
- Maria Callas, soprano grega.
- Maria Canals i Cendrós, pianista catalana.
- Maria Espinalt i Font, soprano catalana.
- Maria de Frederic, compositora de cançons catalanes.
- Mary Garden, soprano escocesa.
- Maria Jeritza, soprano morava.
- Maria Malibran, cantant d'òpera francesa.
- Maria Mayans Juan, cantant popular formenterera.
- Maria Roanet, cantant occitana.
- Maria Tur i Juan, cantant de formenterra. Premi Ramon Llull 2008.
- Maria Vilardell i Viñas, pianista catalana. Creu de Sant Jordi 1992.

Òpera
- Maria, nom d'una òpera escrita pel compositor polonès Roman Statkowski.[3]

Actrius
- Mary Pickford, actriu canadenca.
- Maria Morera i Franco, actriu catalana.
- Maria Vila i Panadès, actriu catalana.

Escriptores
- Maria Barbal i Farré, escriptora catalana.
- Maria Gripe, escriptora sueca.
- Marie Gevers, novelista belga.
- Mary Shelley, escriptora anglesa.

Pintores
- Maria Girona i Benet, pintora i gravadora catalana.
- Marie Laurencin, pintora i gravadora francesa.

Esportistes
- Maria Kanellis, lluitadora professional nord-americana.
- María Reyes Sobrino, atleta catalana.
- Maria Xaràpova, tenista russa.

Altres
- Maria Barceló Crespí, historiadora mallorquina. Premi Ramon Llull.
- Maria Camps Rosselló,religiosa de les Illes Balears. Premi Ramon Llull.
- Maria Font de Carulla, promotora cultural catalana.
- Maria Gràcia Muñoz Salvà, política menorquina.
- Mary Leakey, paleontòloga i arqueòloga britànica.
- Maria Rovira i Duran, àgraria catalana. Creu de sant Jordi 2005.
- Maria Salom Coll, diputada mallorquina.
- Maria Salvo Iborra, activista antifranquista catalana.
- Maria Trias Joan, empresària catalana.
- María Zambrano Alarcón, filòsofa assagista espanyola.
- Maria Amàlia de Saxònia
- Maria Anna de Baviera
- Maria Anna de Portugal
- Maria Anna de Savoia
- Maria Anna de Saxònia
- Maria Carolina de Borbó-Dues Sicílies
- Maria Cristina de Borbó-Dues Sicílies
- Maria de Hessen-Kassel
- Maria de Mecklenburg-Schwerin
- Maria de Portugal
- Maria de Rússia
- Maria del Regne Unit
- Maria Dolors Calvet
- Maria I
- Maria Josepa de Saxònia
- Maria Lluïsa de Borbó-Parma
- Maria Teresa de Borbó-Dues Sicílies
- Maria Teresa de Portugal
- Maria Teresa de Savoia.